# What If (пісня Діни Гаріпової)
«What If» — пісня російської співачки Діни Гаріпової, з якою вона представляла Росію на пісенному конкурсі Євробачення 2013. Пісня була виконана 18 травня у фіналі, де, з результатом у 174 бали, посіла п'яте місце.